# Stuttgart–Estrasburgo
La Stuttgart–Estrasburgo fue una carrera ciclista que se disputaba entre Stuttgart (Alemania) y Estrasburgo (Francia). Se creó el 1966 y estaba reservada a ciclistas amateurs. Su última edición estuvo reservada a ciclistas sub-23 y formó parte del calendario de la UCI Europa Tour 2005.

## Palmarés
| - 1966 René Goetz - 1967 Roger Reininger - 1968 Robert Bischoff - 1969 Jörg Frank - 1970 Jörg Frank - 1971 Kurt Forster - 1972 Jean-Pierre Puccianti - 1973 Jean-Pierre Puccianti - 1974 Herbert Stodal - 1975 Jörg Haller - 1976 Uli Rottler | - 1977 Gerald Schutz - 1978 Joachim Fehrenbacher - 1979 Joachim Fehrenbacher - 1980 Michael Maue - 1981 Christian Bock - 1982 Jean-Maris Landherr - 1983 Uwe Messerschmidt - 1984 Rainer Lemke - 1985 Kurt Eipper - 1986 Gilles Delion - 1987 Fabrice Philipot | - 1988 Philippe Bau - 1989 Fabrice Julien - 1990 Fabrice Julien - 1991 Richard Szostak - 1992 Hristo Zaikov - 1993 Saulius Ruskys - 1994 Oliver Hartmann - 1995 Uwe Peschel - 1996 Ralf Werner - 1997–2004 no disputada - 2005 Michael Muck |